# 関根和美
関根 和美（せきね かずよし、1954年8月2日 - 2019年10月10日）は、日本の映画監督、脚本家、映画プロデューサーである。東京都出身。日本大学藝術学部文芸学科卒業。

## 略歴
大学卒業後、フリーの助監督として小川欽也、山本晋也らに師事した後独立し、脚本家として『下半身美人　狂いそう』（1980年、久我剛監督）などを執筆。飯泉大の推薦を受け国映制作『OL襲って奪う』（1984年）で映画監督デビュー。以降、主に独立系（インディーズ）の成人映画をコンスタントに制作し、監督している。関根プロダクション社長。成人映画だけではなくVシネマ、テレビ番組、VP作品も手がけており、一般作品としては『不思議めがね』（2002年、三村渉監督）において監督補としてメガホンを取っている。別名義として1990年代の監督作で使用した「川井健二」がある。
私生活では女優・亜希いずみ（高橋靖子）の夫。おしどり夫婦として知られており、自らの作品において度々妻を出演させている。
都市を舞台とした、男女の恋愛が織り成す人間模様を社会派的タッチで鋭く描き出す作品を制作し続けている。
2019年10月12日、かつて助監督を務めた城定秀夫が関根の急逝を報告した。映画監督・高原秀和によると2019年10月10日、23時41分、慢性腎不全からの敗血症性で亡くなった。翌日11日に新作映画『おせんち酒場　君も濡れる街角』が控えており、この作品が遺作となる。

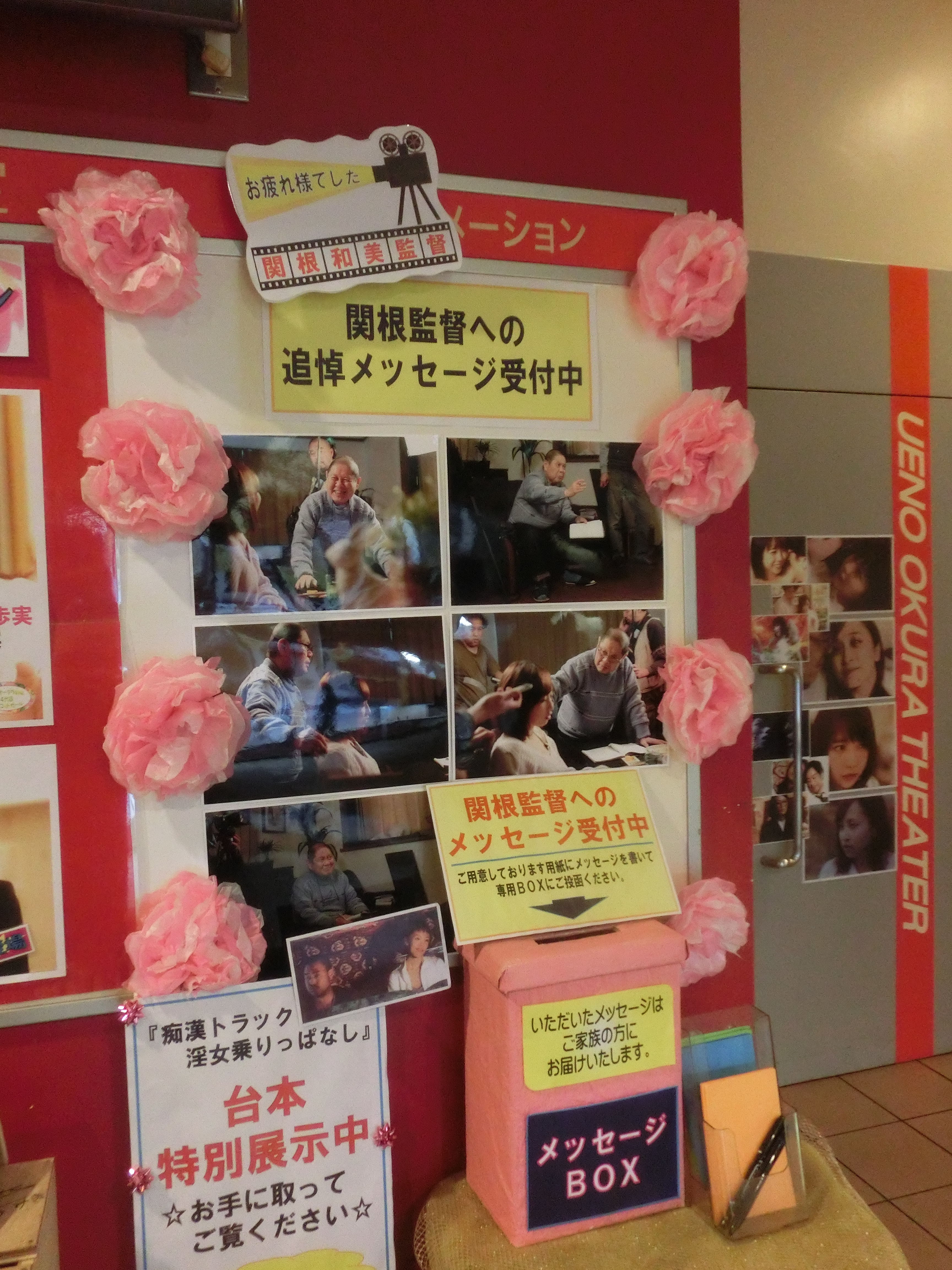
追悼を伝える上野オークラ劇場（2019年）

2020年4月に発表されたピンク映画ベストテンで功労賞を受賞。

## 製作
- 1998.06.04　不倫告白　ふしだらな人妻 　関根プロ 　...　プロデューサー
- 1998.08.04　女探偵　舌で搾り込む 　関根プロ 　...　プロデューサー
- 1999.01.27　発情乱れ妻 　関根プロ 　...　プロデューサー
- 1999.06.22　女のイク瞬間　－覗かれた痴態－ 　関根プロ 　...　プロデューサー
- 1999.11.10　痴漢新妻　たまらず求めて 　関根プロ 　...　プロデューサー
- 2000.06.12　私が愛した下唇 　関根プロ 　...　プロデューサー

## 監督

### 1980年代
- OL襲って奪う（1984年10月、国映製作、新東宝映画配給）[5]
- 痴漢やらせ電車（1986年6月、大蔵映画）
- 肉欲ターゲット　いじめて本番 （1986年8月、小川企画、オーピー映画）
- 制服はみだれ咲き（1986.11、小川企画、オーピー映画）
- 団地妻　隣のお姉さん（1987.02、オーピー映画）
- 変態暴行　禁断のテクニック（1987.05.＿、関根プロ、オーピー映画）
- ハードX　本番生撮り女（1987.07.＿、大蔵映画、オーピー映画）
- やさぐれ制服 （1987.08.＿、関根プロ、オーピー映画）
- 誘拐いたぶる （1987.10.＿、関根プロ、オーピー映画）
- 半熟処女　肉体のめぜめ（1987.11.14、関根プロ、オーピー映画）
- 痴漢いんらん電車 （1988.01.＿　関根プロ、オーピー映画）
- 若妻不倫してみたい （1988.03.31　関根プロ、オーピー映画）
- 生撮りフォーカス（1988.05.21　関根プロ、オーピー映画）
- 人妻いんらん同窓会（1988.09.＿、関根プロ、オーピー映画）
- 性感エアロビクス　くいこみ（1989.06.23、フィルム・シティ、Xces）

### 1990年代
- SEXライフ　熱い夜に抱かれて（1993年、オーピー映画）
- ヴァージン日記　指の戯れ（1993年、オーピー映画）
- 女優志願　レイプ調教（1994年、オーピー映画）
- 告白実話　㊙テレクラ不倫（1994年、オーピー映画））
- 痴漢エレベーター　満淫（1995年、オーピー映画））
- 主婦売春　若妻性欲処理（1995年、オーピー映画））
- 発情夜這い未亡人 （1996.02.17、関根プロ、オーピー映画）
- 尻軽浮気妻　バイブ地獄（1996.03.30、関根プロ、オーピー映画）
- わいせつ秘書の私生活（1996.04.20、関根プロ、オーピー映画）
- 隣の奥さん　バイブでトロトロ（1996年、オーピー映画）
- 獣欲美教師（1996.06.13関根プロ、オーピー映画）
- きっと会える（1996.08.01、関根プロ、オーピー映画）
- 快楽セールスレディ　－カラダも買って－（1996.10.09、関根プロ、オーピー映画）
- 隣の奥さん　バイブでトロトロ（1996.11.21関根プロ、オーピー映画）
- 痴漢電車　くいこむ生下着（1997年1月3日、関根プロ、オーピー映画）
- 女医ワイセツ逆療法（1997年2月5日、関根プロ、オーピー映画）
- びしょ濡れ下宿　母娘のぞき（1997.02.28、関根プロ、オーピー映画）
- White room～止まれない愛～（1997.05.02、関根プロ、オーピー映画）
- 痴漢　極楽指めぐり（1997.06.03、関根プロ、オーピー映画）
- 痴漢電車　即乗りOKスケベ妻（1997年8月13日、関根プロ、オーピー映画）
- 生好きお姉さん　おクチなら何度でも（1997.12.03、関根プロ、オーピー映画）
- 新妻　昼下りの男狂い（1998.02.06、関根プロ、オーピー映画）
- 憧れの白衣の天使　愛撫でびっしょり（1998.03.10、関根プロ、オーピー映画）
- 男舞　ラブ・レッスン（1998.05.02、関根プロ、オーピー映画）
- 未来性紀2050　吸い尽す女（1998.06.13、関根プロ、オーピー映画）
- OL奴隷監禁　もらす（1998.09.05、関根プロ、オーピー映画）
- 女の園　絶倫快楽（1998.11.11、関根プロ、オーピー映画）
- 痴漢電車　ムリ女を狙え（1999年1月2日、関根プロ、オーピー映画）
- 僕らのラプソディ（1999.03.06、関根プロ、オーピー映画）
- 喪服妻　うなじの残り香（1999.05.25、関根プロ、オーピー映画）
- 男街　イリュージュン（1999.11.20、関根プロ、オーピー映画）

### 2000年代
- 痴漢電車　ゆれて絶頂5秒前（2000年1月3日、関根プロ、オーピー映画）
- 淫行タクシー　ひわいな女たち（2000.03.21、関根プロ、オーピー映画）[6]
- エッチな天使　ねっちゃり白衣 （2000.05.23、関根プロ、オーピー映画）
- 痴漢トラック　淫女乗りっぱなし（2000.09.05、関根プロ、オーピー映画）
- 愛咬鬼　－URBAN LEGEND－ （2000.12.30、関根プロ、オーピー映画）
- 現役女性記者　淫らな体験レポート（2001.01.26、関根プロ、オーピー映画）
- 痴漢電車　ぐっしょり下唇 （2001.05.01、関根プロ、オーピー映画）
- 喪服妻のよろめき（2001.06.22、関根プロ、オーピー映画）
- 教師みさお　舐めてあげる（2001.08.27、関根プロ、オーピー映画）
- うす濡れパンティー （2001.11.10、関根プロ、オーピー映画）
- バスケットボール・トライアングル（2001.12.28、関根プロ、オーピー映画）
- イヴの衝撃　不貞妻の疼き （2002.03.30、関根プロ、オーピー映画）
- 悩殺OL　舌先筋責め （2002.06.03、関根プロ、オーピー映画）
- 痴漢電車　喪服妻の誘惑（2002.08.12、関根プロ、オーピー映画）
- 浮気妻　裏ナマ覗き（2002.11.01、関根プロ、オーピー映画）
- エアロビ性感　むっちりなお（2003.01.27、関根プロ、オーピー映画）
- 熟年の性　人妻に戯れて（2003.04.29、関根プロ、オーピー映画）
- 人妻　渇いた舌先（2003.07.12、関根プロ、オーピー映画）
- 馬を愛した牧場娘（2003.09.17、関根プロ、オーピー映画）
- 若奥様　羞恥プレイ（2003.12.11、関根プロ、オーピー映画）
- 鈴の音の誘い（2003.12.27、関根プロ、オーピー映画）
- 激生ソープ　熟乳泡まみれ（2004.05.31、関根プロ、オーピー映画）
- 痴漢電車　指使い感じちゃう（2004.08.13、関根プロ、オーピー映画）
- 人妻援交サイト　欲望のままに（2004.11.21、関根プロ、オーピー映画）
- 義理の姉　いけない発情（2005年、オーピー映画）
- 女探偵　おねだり七変化（2005年、オーピー映画）
- 不倫関係　微熱の肌ざわり（2006年、オーピー映画）
- 四十路の奥さん　〜痴漢に濡れて〜（2006年、オーピー映画）
- 新妻の寝床　毎晩感じちゃう（2007年、オーピー映画）
- 人妻の衝動　不倫のあとさき（2007年、オーピー映画）
- 性犯罪捜査　暴漢の魔手（2008年、オーピー映画）
- 痴漢の手さばき　スケベ美女の喘ぎ顔（2008年、オーピー映画）
- 派遣の性癖　美白びんかん巨乳（2009年、オーピー映画）
- 性犯罪捜査II　淫欲のえじき（2009年、オーピー映画）

### 2010年代
- コスプレ挑発　おしゃぶりエッチ（2010年、オーピー映画）
- 援交強要　堕ちた人妻（2011年、オーピー映画）
- one night tune 俺たちの伝言（2012年8月8日、オーピー映画）[7]
- 真夜中の不倫妻（2013年12月20日、オーピー映画）[8]
- 奥様は18歳　超どきどき保健室（2014年、オーピー映画）
- 特務課の罠　いたぶり牝囚人（2015年12月4日、オーピー映画）[9]
- 桃尻娘のエッチな大冒険（2015年7月10日、オーピー映画）[10]
- 演歌の女 乱れ慕情 艶景色（2016年4月22日、オーピー映画）[11]
- 美人妻覚醒　破られた貞操（2016年10月07日、オーピー映画）[12]
- 寸止めスナック　めす酒（2017年2月10日、オーピー映画）[13]
- W不倫　寝取られ妻と小悪魔娘（2017年7月14日、オーピー映画）[14]
- 豊満OL 寝取られ人事（2018年12月28日、オーピー映画）
- 愛人生活 きみとなら…（2018年8月31日、オーピー映画）
- 福マン婦人 ねっとり寝取られ（2018年5月4日、オーピー映画）

- 煩悩チン貸住宅 淫らな我が家（2018年1月19日、オーピー映画）

- 激イキ奥様　仕組まれた快楽（2019年4月12日、オーピー映画）[15]
- おせんち酒場　君も濡れる街角（2019年10月11日、オーピー映画）[16]

### テレビ
- La Cuisine（ラ・キュイジーヌ）第15話「もりそば」（1993年、フジテレビ）

### オリジナルビデオ
- 大江戸淫乱絵巻　敵討篇 (1996年5月3日、ピンクパイナップル[17]
- 大江戸淫乱絵巻　敵討篇（1996年5月3日、ピンクパイナップル）[18]
- 色欲乱れ舞 (1996年6月7日、ピンクパイナップル）
- 痴漢物語　恥辱のアングル (1997年4月22日、アトミックエッジ）
- 新入生痴漢ゼミナール (2000年6月23日、ENGEL）
- 全日本アートトラック大爆走(2003年4月25日、GPミュージアム）
- 姐極道・菩薩の龍子 (2000年11月21日、GPミュージアム）
- 制服天国 (2001年6月29日、アンカー・ビュジュアルサブマリンフィルムズ）
- 課外授業　プレイベーとレッスン (2001.12.21、グッドフィルムズ）
- 喪服のよろめき (2001.12.21、サブマリンフィルムズ）
- Meister Benz Festival In Tsumagoi（2004.06.12、ネットワーク東海）
- やさしい手（2010年、ファインフィルムズ）

## 監督補
- 2002『不思議めがね』（三村渉監督）

## 脚本
- 1980.06.21　下半身美人　狂いそう 　現代映像企画
- 1984.03.＿　若妻暴行体験 　国映
- 1985.01.＿　主婦売春宅急便 　三浦プロ
- 1985.10.＿　変態牝犬調教 　新東宝映画
- 1986.11.＿　猟色！暴行アニマル 　国映
- 1987.05.＿　変態暴行　禁断のテクニック 　関根プロ
- 1987.08.＿　やさぐれ制服 　関根プロ
- 1987.10.＿　誘拐いたぶる 　関根プロ
- 1987.11.14　半熟処女　肉体のめぜめ 　関根プロ
- 1988.01.＿　痴漢いんらん電車 　関根プロ
- 1988.03.31　若妻不倫してみたい 　関根プロ
- 1988.05.21　生撮りフォーカス 　関根プロ
- 1988.09.＿　人妻いんらん同窓会 　関根プロ
- 1989.06.23　性感エアロビクス　くいこみ 　フィルム・シティ
- 1992.11.20　連続暴行魔　OL狩り 　エクセス・フィルム
- 1996.02.17　発情夜這い未亡人 　関根プロ
- 1996.03.30　尻軽浮気妻　バイブ地獄 　関根プロ
- 1996.04.20　わいせつ秘書の私生活 　関根プロ
- 1996.06.13　獣欲美教師 　関根プロ
- 1996.08.01　きっと会える 　関根プロ
- 1996.08.26　まん性発情不倫妻 　関根プロ
- 1996.10.09　快楽セールスレディ　－カラダも買って－ 　関根プロ
- 1996.11.21　隣の奥さん　バイブでトロトロ 　関根プロ
- 1997.01.03　痴漢電車　くいこむ生下着 　関根プロ
- 1997.02.28　びしょ濡れ下宿　母娘のぞき 　関根プロ
- 1997.04.22　痴漢物語　恥辱のアングル (V) 　アトミックエッジ
- 1997.05.02　White room～止まれない愛～ 　関根プロ
- 1997.06.03　痴漢　極楽指めぐり 　関根プロ
- 1997.08.13　痴漢電車　即乗りOKスケベ妻 　関根プロ
- 1997.12.03　生好きお姉さん　おクチなら何度でも 　関根プロ
- 1998.02.06　新妻　昼下りの男狂い 　関根プロ
- 1998.03.10　憧れの白衣の天使　愛撫でびっしょり 　関根プロ
- 1998.06.13　未来性紀2050　吸い尽す女 　関根プロ
- 1998.08.04　女探偵　舌で搾り込む 　関根プロ
- 1998.11.11　女の園　絶倫快楽 　関根プロ
- 1999.01.02　痴漢電車　ムリ女を狙え 　関根プロ
- 1999.05.25　喪服妻　うなじの残り香 　関根プロ
- 2000.01.03　痴漢電車　ゆれて絶頂5秒前 　関根プロ
- 2000.05.23　エッチな天使　ねっちゃり白衣 　関根プロ
- 2000.06.12　私が愛した下唇 　関根プロ
- 2000.09.05　痴漢トラック　淫女乗りっぱなし 　関根プロ
- 2000.12.30　愛咬鬼　－URBAN LEGEND－ 　関根プロ
- 2001.05.01　痴漢電車　ぐっしょり下唇 　関根プロ
- 2001.06.22　喪服妻のよろめき 　関根プロ
- 2001.08.27　教師みさお　舐めてあげる 　関根プロ
- 2001.11.10　うす濡れパンティー 　関根プロ
- 2001.12.21　課外授業　プレイベーとレッスン (V) 　グッドフィルムズ＝アンカービュジュアルネ...
- 2001.12.21　喪服のよろめき (V) 　サブマリンフィルムズ＝アンカー・ビュジュ...
- 2001.12.28　バスケットボール・トライアングル 　関根プロ
- 2002.03.30　イヴの衝撃　不貞妻の疼き 　関根プロ
- 2002.06.03　悩殺OL　舌先筋責め 　関根プロ
- 2002.08.12　痴漢電車　喪服妻の誘惑 　関根プロ
- 2002.11.01　浮気妻　裏ナマ覗き 　関根プロ
- 2003.01.27　エアロビ性感　むっちりなお 　関根プロ
- 2003.04.29　熟年の性　人妻に戯れて 　関根プロ
- 2003.07.12　人妻　渇いた舌先 　関根プロ
- 2003.09.17　馬を愛した牧場娘 　関根プロ
- 2003.11.28　義母レズ　息子交換 　シネマアーク
- 2003.12.11　若奥様　羞恥プレイ 　関根プロ
- 2003.12.27　鈴の音の誘い 　関根プロ
- 2004.05.01　淫欲怪談　美肉ハメしびれ 　小川企画
- 2004.05.31　激生ソープ　熟乳泡まみれ 　関根プロ
- 2004.08.13　痴漢電車　指使い感じちゃう 　関根プロ
- 2004.11.21　人妻援交サイト　欲望のままに 　関根プロ
- 2004.12.24　マダムレズ　擦りあう快感 　シネマアーク
- 2010.＿.＿　やさしい手 　ファインフィルムズ